# Neikoveț, Sofia
Neikoveț (în bulgară Нейкьовец) este un sat în comuna Ihtiman, regiunea Sofia,  Bulgaria. 

## Demografie
Componența etnică a satului Neikoveț
     Bulgari (96,29%)
     Nicio identificare (3,7%)
     Altele (0%)
La recensământul din 2011, populația satului Neikoveț era de 27 locuitori. Din punct de vedere etnic, majoritatea locuitorilor (96,29%) erau bulgari. Pentru 3,7% din locuitori nu este cunoscută apartenența etnică.